# チベット独立運動

チベットの旗（雪山獅子旗）
----
チベット独立運動の象徴としてよく用いられる。20世紀初頭にダライ・ラマ13世によって導入され、現在はインド亡命中のチベット政府によって使用されている。

チベット独立運動（チベットどくりつうんどう）は、近代東アジアにおいて、中国によって主張・実行されたチベットの一部または全域の支配・統治に対する抵抗運動、独立運動である。

## 概要
中華人民共和国は、1951年にチベット政府「ガンデンポタン」を屈服させ、「十七か条協定」を強引に認めさせた。清末以来、中国政権の統治が及ばなくなっていた中央チベット（チベットの西蔵部分）に再び支配権を確立し、これを「西蔵和平解放」（西蔵の平和的な解放）と呼んだ。1950年代初頭からアムド地方で、1956年よりカムで開始され、カム反乱などが発生している。チベット動乱勃発の契機となった「民主改革」が1959年以降の直接統治にともない、中央チベットでも展開された。しかし、1958年-1960年に行われていたのは、農業改革に失敗し、中国全土で数千万人の餓死者を出したといわれる大躍進政策であった。
これに対し、チベット亡命政府（ガンデンポタン）側は、古来よりチベットは独立国であったという立場から、中華人民共和国の支配統治を「不当な占領」と主張し、当初は「独立の回復」を、1979年に中華人民共和国政府との交渉が開始されてからは、「中華人民共和国主権下の真の自治」を求めるという妥協案を提案している。
ダライ・ラマは、臨時政府がダラムサラに居を据えたのち、直ちに世界人権宣言をベースとした憲法草案の制定を指示、ダライ・ラマを国家元首に据えた立憲君主制度をうたった憲法草案が1963年に制定、公布された。インドとネパールを主とする世界各地に分布する亡命チベット人社会は、憲法草案（のち何度か改訂されている）およびそれに準拠して制定された亡命チベット人憲章に依拠して組織されている。主な亡命チベット人の入植地は、ダラムサラ（約12,000人）、ムンゴット（14,000人）、マイソールなどである。
ダライ・ラマ14世は世界平和やチベット宗教・文化の普及に対する貢献が高く評価され1989年にノーベル平和賞を受賞した。なお、「ダライ・ラマ14世」は、中華人民共和国国内におけるインターネットのフィルタリングシステム金盾で禁止ワードとして登録されている。中華人民共和国政府は、上述のノーベル平和賞の受賞に対し無視を決め込んでおり、関連図書の持込、彼の写真を所持することさえも禁止されている。
中国共産党は、結党直後は、かつて清朝の支配下にあった諸民族の「民族自決権」を認め、1931年に江西省で樹立した「中華ソビエト共和国」時代には、チベットを含めた諸民族に対し、「民主的な自治邦」を樹立し、「自由に中華連邦に加入し、または脱退できる」と規定する憲法を制定するなど、民族自決権や高度な自立性を認めていたが、1949年の「中華人民共和国」建国以降は、「チベットは中国の不可分の一部分」という主張に転じ、今にいたっている。 
東西冷戦に加え、文化大革命が行われていた時期は中華人民共和国とチベット亡命政府側の間には、没交渉であったが、1970年代末以降接触が再開した。チベット側は、「完全なる独立」を取り下げ、「中国主権下の完全な自治」・「チベット全域を単位としたチベット人の自治行政単位の設定」などの主旨で妥協する提案を何度か行っている。一方、中華人民共和国側はこれを「形を変えた独立の主張」だとして拒否した。また、ダライラマ14世は、21世紀初頭からは「チベットの独立は経済的地理的に非現実的であり、チベットは中国の一部である」「チベットの外交と防衛は中国政府が担当し、内政はチベット人自身が担当すべきである」と述べている。
ラサ市では当局の厳しい締め付けにもかかわらず、地元チベット系住民や僧侶の抵抗運動も時折発生している。チベット動乱によりダライ・ラマ14世がラサを脱出して30周年にあたる1989年3月には、大規模な抗議運動が暴動にまで発展し、多くの死傷者を出した。それ以降、外国人のチベット訪問には多くの制限が設けられた（中華人民共和国政府は、現在でも外国メディアのチベットからの自由な報道を禁じている）。
弾圧の状況について、ダライ・ラマやチベット亡命政府から発表された一例を挙げると、2007年8月に四川省のチベット族居住地区で行われた祭りでは、「ダライ・ラマの帰還を願う」と大声で叫んだ1人のチベット族男性が当局に逮捕されたことをきっかけに、数百人の民衆と警官隊が衝突、多数の民衆が殴打された。その数日後、軍兵士ら計約1万人が出動、住民4000人の村を包囲し、不穏分子を次々と逮捕した、またダライ・ラマが米議会から議会名誉黄金章を授与された当日の早朝、ラサでチベット仏教の僧侶数百人が受章を祝う活動を行っていたところ、4000人の武警や軍兵士が出動し、多数の僧侶を殴打し、数十人の僧侶が逮捕された、とされる。
また、同じく49周年となる2008年3月には、3月10日のデプン寺の僧侶によるデモに始まる抗議運動が、3月14日には大規模な暴動に発展し、多くの死傷者を出している（2008年のチベット騒乱）。米国の短波放送・自由アジア放送などによると、僧侶や尼僧を含む10人あまりのチベット族がチベットの旗をふり、ビラを配りながら抗議活動を行ったところ、中華人民共和国政府の武装警察が殴るなど暴力で抗議活動を鎮圧。聖職者への突然の暴力に、パニック状態になったとされる。また、300人の僧侶が参加してデプン寺からジョカン寺までデモ行進する計画があったが、市中心10キロの地点で武装警察に鎮圧され50人以上が連行されたという。
この様子は世界各国で大々的に報道され、暴動に対し強硬策を取った中華人民共和国政府は国際的な批判を浴びている。ダライ・ラマ14世は、この行為を文化的虐殺と呼び、激しく中華人民共和国を非難している。逆に、この件で中華人民共和国当局は「ダライ・ラマ14世側による組織的な破壊活動」としており、その「証拠もある」としている。しかし、その疑いについてダライ・ラマ14世側は否定し、「原因究明のために国際的な第三者機関による調査が行われるべきである。チベット亡命政府はその調査に対してすべての情報を提供する用意がある」としている。

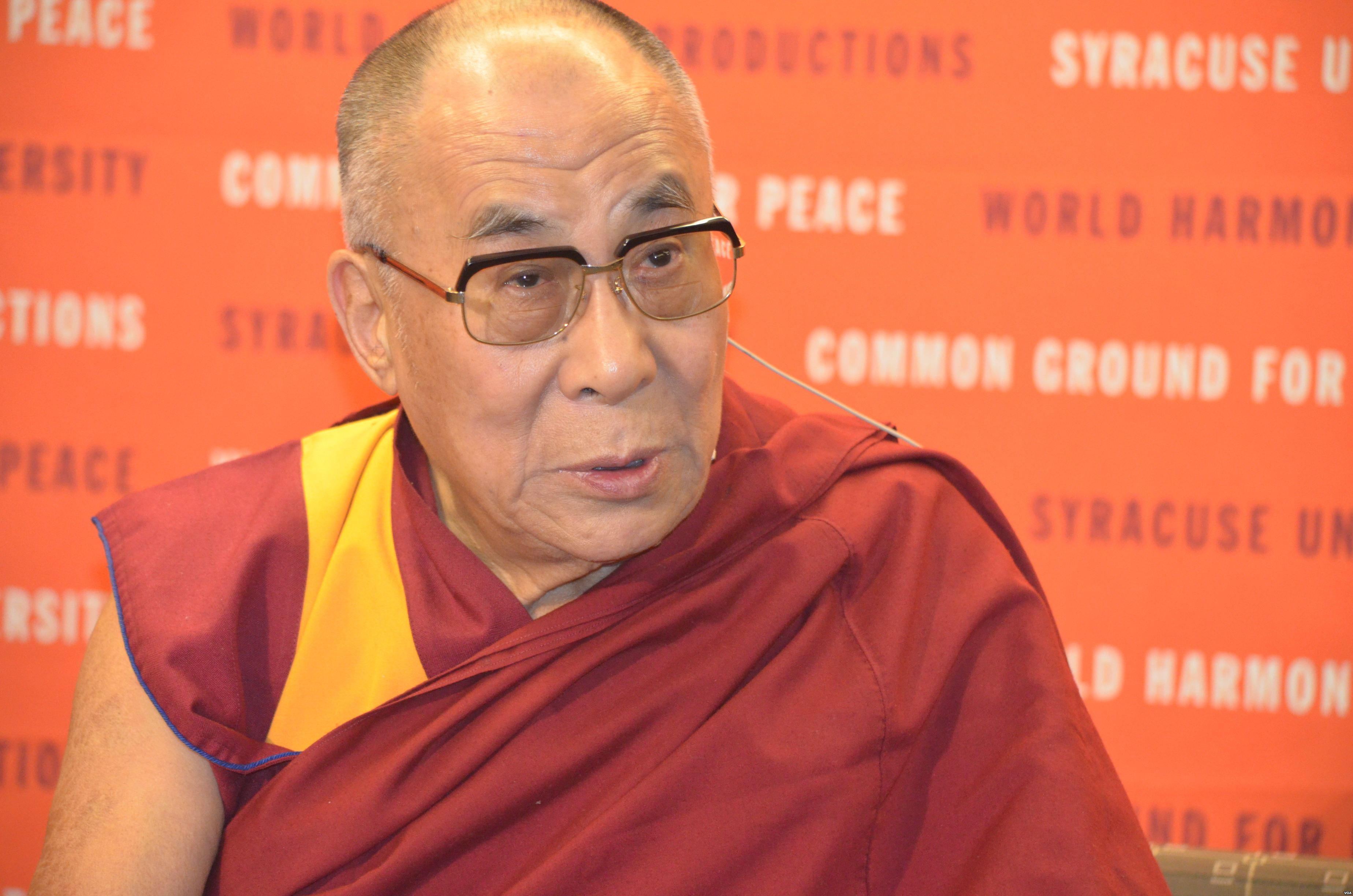
ダライ・ラマ14世

ダライ・ラマ14世は、2008年8月21日発行の仏紙ル・モンドが掲載したインタビュー記事で、「（今月）18日にチベット自治区東部のカム地区で抗議行動を繰り広げていたチベット系住民に中国軍が発砲した」と言明した。インタビューでは、「死者数は確認する必要がある」と前置きしつつ、死者数が140人に達した可能性があるとの認識を示した。しかし、そのあとダライ・ラマ側はこれを訂正し、ダライ・ラマの真意は「死者数が140人に達した可能性について耳にしただけだ。確認するすべはない。したがってわたしにはわからない」というものだと説明した。また、同紙による「今年3月の暴動以降、ラサ地区だけで400人が殺害された」とするダライ・ラマの発言についても、インドにいるダライ・ラマの側近は「カム地方で騒乱が起きたことは認識しているが、死傷者数やその他の詳細については知らない。騒乱が起きた正確な日時も分からない」としている。
2011年1月17日、中国国営新華社がチベット自治区主席の発表として報道したところによれば、自治区政府は2006年に始まった「新地方」プログラムの下で5年間で約30万家族、143万人のチベット民族の農民・遊牧民を「新地方」と称される新しい定住セトゥルメントに強制移動させた。新しい定住先は僻地であり、自治区主席は2013年までに、さらに18万5,500世帯のチベット人を強制移住させる予定だと述べた。チベットの遊牧民はこれに対し、強制移住させられた最初の年にだけ中共政府から支払われる補償金が尽きると、その後にはブロック製の空き家しか残らず、ほとんどの家族は生活の手段がないとを訴えた。国際連合の食料権利特別調査員であったオリヴィエ・デ・シュッターは、現地調査を行い、中華人民共和国がチベットや内モンゴルで行っている強制移住政策は、遊牧民を家畜を売って移住するしかない状況に追いやり、彼らの食料権利を侵害していると報告した。
「中国的夢」を掲げる習近平政権に入ってからは、以前にも増して抑圧的、強権的な少数民族政策がとられるようになった。習近平は、国家主席となって間もない2014年のウルムチ駅爆発事件を機に、今こそ「社会の安定」を実現しなければならないと主張し、「中華民族共同体意識」を「鋳造」しなければならないとして抑圧を強めた。習近平によれば、中国のあらゆる個人の幸福と発展は、西側諸国による圧迫の歴史を撃破し、「富強」を体現した「中華民族の偉大な復興」を通じてこそ実現されるものだという。習によれば、開発途上国である中国では、生存権を保障するためには「社会の安定」こそ何よりも重要なのであり、少数民族も含む多種多様な主張は、「安定」や「発展」を阻害し「中国式」の「人権」に反するものである。こういった安定最優先政策は、政治的、文化的、法的、ないし精神的な抵抗勢力となりうる全てのものを標的とし、敵とみなして「カルト集団」に仕立てあげる。中国共産党は各民族に宗教教義の改変や風俗習慣の変更を強要している。2017年5月19日早暁、青海省の海北チベット族自治州で22歳のチベット僧侶が焼身自殺した。2009年以来、中国政府の対チベット政策に抗議して焼身自殺を図ったチベット人は、彼で150人目となった。

## 劉暁波の見解

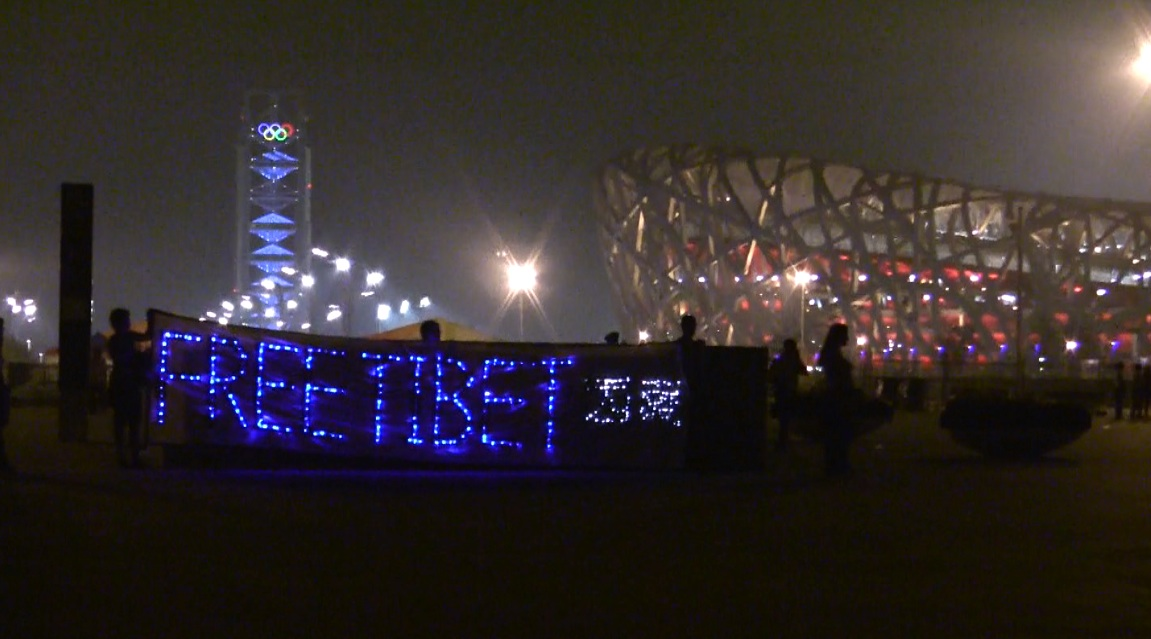
「鳥の巣」（北京国立スタジアム）に灯された"Free Tibet"のLEDバナー（2008年8月19日）

ノーベル平和賞受賞者の劉暁波は自著『統一就是奴役...劉曉波論臺灣、香港及西藏』において、大一統と中国民主化の両立は不可能であるため、チベット、台湾、香港は中華人民共和国から独立させるべきだと主張している。中国民主化活動家の中で分裂を認める言論を諸夏主義という。

## 年譜
- 雍正のチベット分割（1724-32）以降、ガンデンポタンはチベットの北部（アムド地方）、東部（カム地方の東部・南部）に対する統治権を失ったが、チベット東部のうち、四川省に分配されていたニャロン地方の領主グンポナムギャルが近隣の領主に対する征服活動を展開。ガンデンポタンによる鎮圧。清朝、ニャロン地方をガンデンポタンの管轄下に。近隣のチベット人諸侯に対するガンデンポタンの影響力が増大した。
- 四川総督趙爾豊によるチベット侵略（1905-10）。四川盆地を進発して、カム地方の諸侯を順次制圧、さらにディチュ河を越えてガンデンポタン領内に侵入、1910年ラサを制圧。ダライ・ラマ13世はインドに脱出。
- 1911年、辛亥革命の勃発。ダライラマ13世はチベットへ帰還。チベット軍が反撃を開始した。
- 1918-19年、チベット軍、一時的にディチュ河を越え、タルツェド(康定)に迫る。
- 1932-33年、チベット軍、ジェクンド(玉樹)の奪回を目指し進撃するも、中国の青海・四川連合軍に敗北。
- 1949年、アムド地方を掌握していた青海省長の馬歩芳が台湾へ脱出、カム地方の東部を掌握していた劉文輝が共産党に降伏、アムド地方とカム地方の東部が中国共産党の支配下に入る。
- 1950年、中国人民解放軍がガンデンポタンの勢力圏であるカム地方西部に侵入、チャムド(昌都)を占領する（「昌都戦役」）。
- 1951年、中国人民解放軍、新疆方面、ジェクンド方面（青海）、チャムド方面の3方面から中央チベットにむけて進軍、北京では十七か条協定の締結、ラサ、無血開城。中国はこれを「チベット平和解放(西蔵和平解放)」と称する。
- 1955年、アムド・カム地方で「民主改革」の開始。
- 1956年、アムド・カム地方で抗中蜂起始まる（チベット動乱の勃発）
- 1957年 - アムド・カムで敗北した各地の抗中ゲリラ、ガンデンポタン管轄下の「西蔵」に退避、抗中ゲリラの統一組織チュシ・ガンドゥクを結成。
- 1959年3月、ラサ市民の蜂起。ダライラマ14世、ガンデンポタン、チベットを脱出。中国国務院は「西蔵地方政府」(ガンデンポタンを指す)の廃止を布告、ガンデンポタンはこれに対抗して「チベット臨時政府の樹立」を宣言の後、国境を越えインドに亡命。
- 1965年、中国、チベットの「西蔵」部分を領域とする「チベット自治区(西蔵自治区)」を発足させる。
- 1974年、「チュシ・ガンドゥク」武装解除。